# Linie 10 der Pariser Straßenbahn
| Karte |                      |                    |                    |
| Streckenlänge: | 8,2 km               |                    |                    |
| Spurweite: | 1435 mm (Normalspur) |                    |                    |
| |                      |                    |                    |
| Eröffnung: | 2023                 |                    |                    |
| Stationen: | 13                   |                    |                    |
| \| \| \| Clamart \| \| \| \| \| \| \| \| \| \| Jardin Parisien \| \| \| \| \| Hôpital Béclère \| \| \| \| \| Le Hameau \| \| \| \| \| Parc des Sports \| \| \| \| \| Noveos \| \| \| \| \| Depot \| \| \| \| \| Malabry \| \| \| \| \| Vallée aux Loups \| \| \| \| \| Cité-Jardin \| \| \| \| \| Les Peintres \| \| \| \| \| Théâtre La Piscine \| \| \| \| \| Petit-Châtenay \| \| \| \| \| La Vallée \| \| \| \| \| La Croix de Berny \| \| |                      |                    |                    |
| U-Bahn-Kopfbahnhof Streckenanfang (Strecke außer Betrieb) |                      | Clamart            | Clamart            |
| |                      |                    |                    |
| U-Bahn-Kopfbahnhof Strecke bis hier außer Betrieb |                      | Jardin Parisien    | Jardin Parisien    |
| U-Bahn-Turmhaltepunkt geradeaus unten |                      | Hôpital Béclère    | Hôpital Béclère    |
| U-Bahn-Haltepunkt / Haltestelle |                      | Le Hameau          | Le Hameau          |
| U-Bahn-Haltepunkt / Haltestelle |                      | Parc des Sports    | Parc des Sports    |
| U-Bahn-Haltepunkt / Haltestelle |                      | Noveos             | Noveos             |
| U-Bahn-Betriebs-/Güterbahnhof Streckenanfang und quer · U-Bahn-Abzweig geradeaus, nach rechts und von rechts |                      | Depot              | Depot              |
| U-Bahn-Haltepunkt / Haltestelle |                      | Malabry            | Malabry            |
| U-Bahn-Haltepunkt / Haltestelle |                      | Vallée aux Loups   | Vallée aux Loups   |
| U-Bahn-Haltepunkt / Haltestelle |                      | Cité-Jardin        | Cité-Jardin        |
| U-Bahn-Haltepunkt / Haltestelle |                      | Les Peintres       | Les Peintres       |
| U-Bahn-Haltepunkt / Haltestelle |                      | Théâtre La Piscine | Théâtre La Piscine |
| U-Bahn-Haltepunkt / Haltestelle |                      | Petit-Châtenay     | Petit-Châtenay     |
| U-Bahn-Haltepunkt / Haltestelle |                      | La Vallée          | La Vallée          |
| U-Bahn-Kopfbahnhof Streckenende |                      | La Croix de Berny  | La Croix de Berny  |

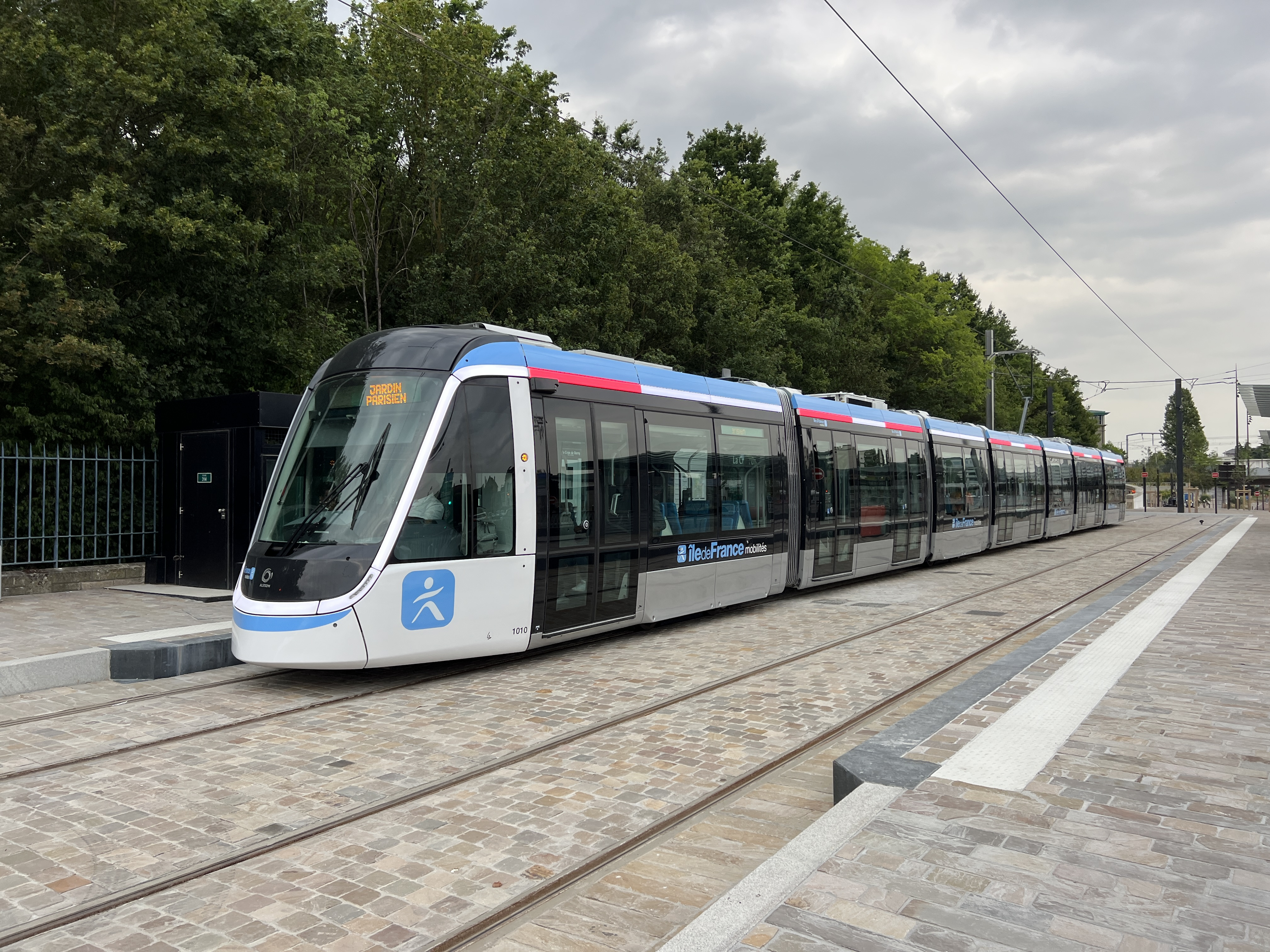
Straßenbahnlinie 10 der Île-de-France in La Croix de Berny

Die Linie 10 der Straßenbahn Île-de-France, kurz Linie T10 (Projektname Tramway Antony – Clamart bzw. TAC), ist eine Straßenbahnlinie, die Teil des modernen Straßenbahnnetzes der Region Île-de-France in Frankreich ist. Die Linie T10 verbindet Clamart mit dem RER-Bahnhof La Croix de Berny und bedient dabei die südwestlichen Vororte von Paris. Auf einer Länge von 8,2 km bedient die Linie 13 Stationen und wurde am 24. Juni 2023 eröffnet. Zukünftig soll die Linie weiter nördlich Richtung Clamart verlängert werden.
Derzeit bedient die Linie T10 die Gemeinden Antony, Châtenay-Malabry, Le Plessis-Robinson und Clamart. Neben der RER-Linie B besteht beim Hôpital Béclère eine Umstiegsmöglichkeit zur Linie T6. Da diese als Straßenbahn auf Gummireifen ausgeführt ist (Spurbus), gibt es keine Gleisverknüpfung zu dieser Linie.
Betrieben wird die Linie von der RATP-Tochtergesellschaft RATP Cap Île-de-France bzw. dessen Filiale RATP Cap Bièvre, nachdem der Betrieb der Linie seitens des zuständigen Aufgabenträgers Île-de-France Mobilités ausgeschrieben wurde.

## Fahrzeuge und Wartung
Auf der Linie T10 verkehren 13 Zweirichtungsstraßenbahnen des Typs Alstom Citadis X05 in der Variante 405, wie sie auch auf der Linie T9 zum Einsatz kommen. Sie sind etwa 45 Meter lang und fassen bis zu 314 Fahrgäste.

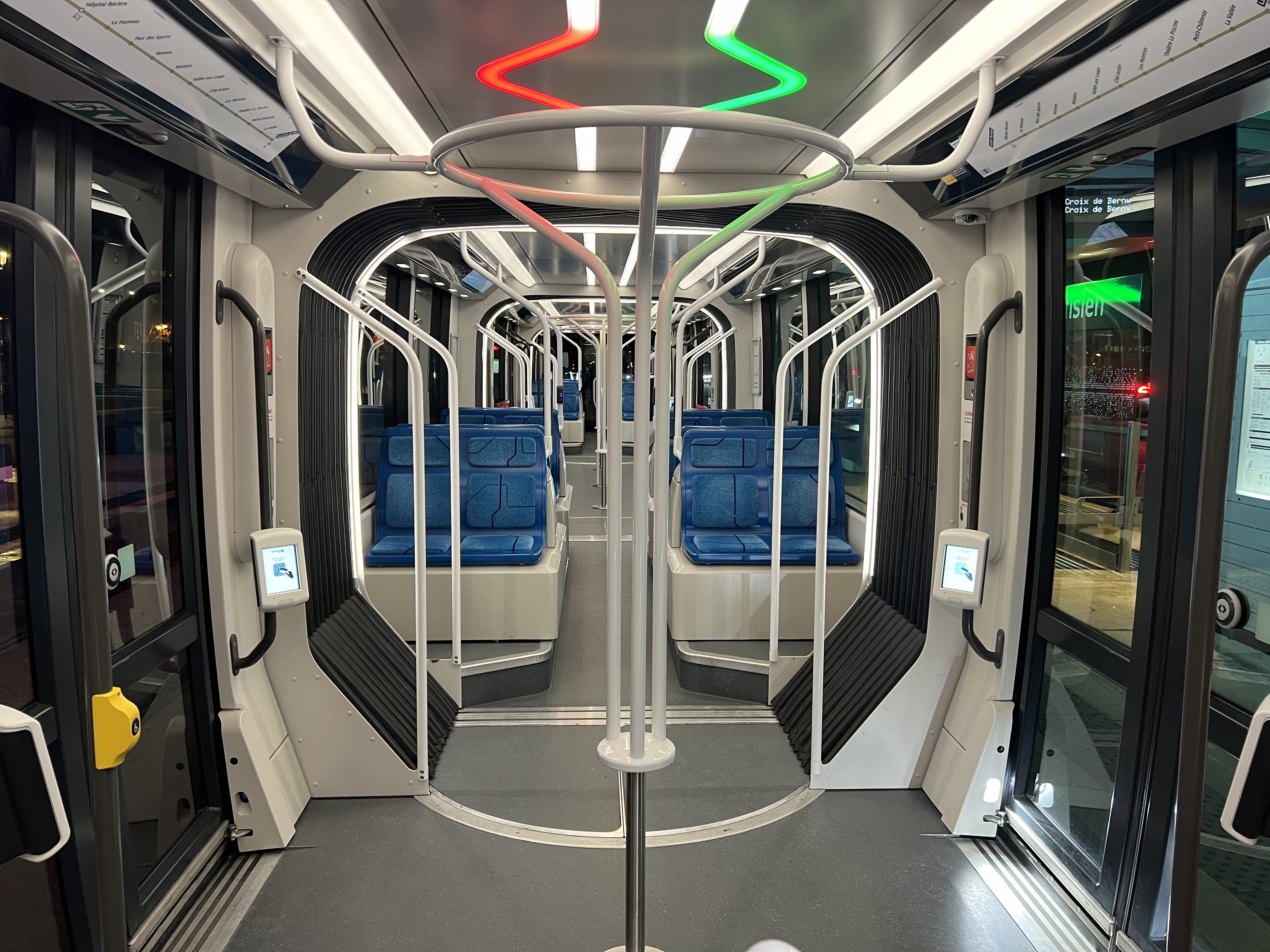
Innenaufnahme der Straßenbahnfahrzeuge: An der Decke sind die Leuchtstreifen zu erkennen, welche die Ausstiegsseite kennzeichnen.

Diese Fahrzeuge wurden vom Hersteller Alstom gemeinsam mit dem Büro Saguez & Partners gestaltet und als tram lumière bezeichnet: Sowohl im Außendesign als auch im Innenraum wird mit viel Licht gearbeitet.
Außen verfügen die Garnituren über das ganz Fahrzeug verlaufend einen Lichtstreifen, welcher von den Frontlichtern zur Seite weitergezogen wird, wo er über den Türen und Fenstern verläuft. Diese dienen über den Türen gleichzeitig als Anzeige an den Haltestellen: rot leuchten diese, wenn die Türen schließen bzw. nicht zu öffnen sind, grün, wenn sie geöffnet sind bzw. die Türen durch Betätigen der Knöpfe zu öffnen sind. Im Innenraum gibt es an der Decke Leuchtstreifen, welche die Ausstiegsseite anzeigen

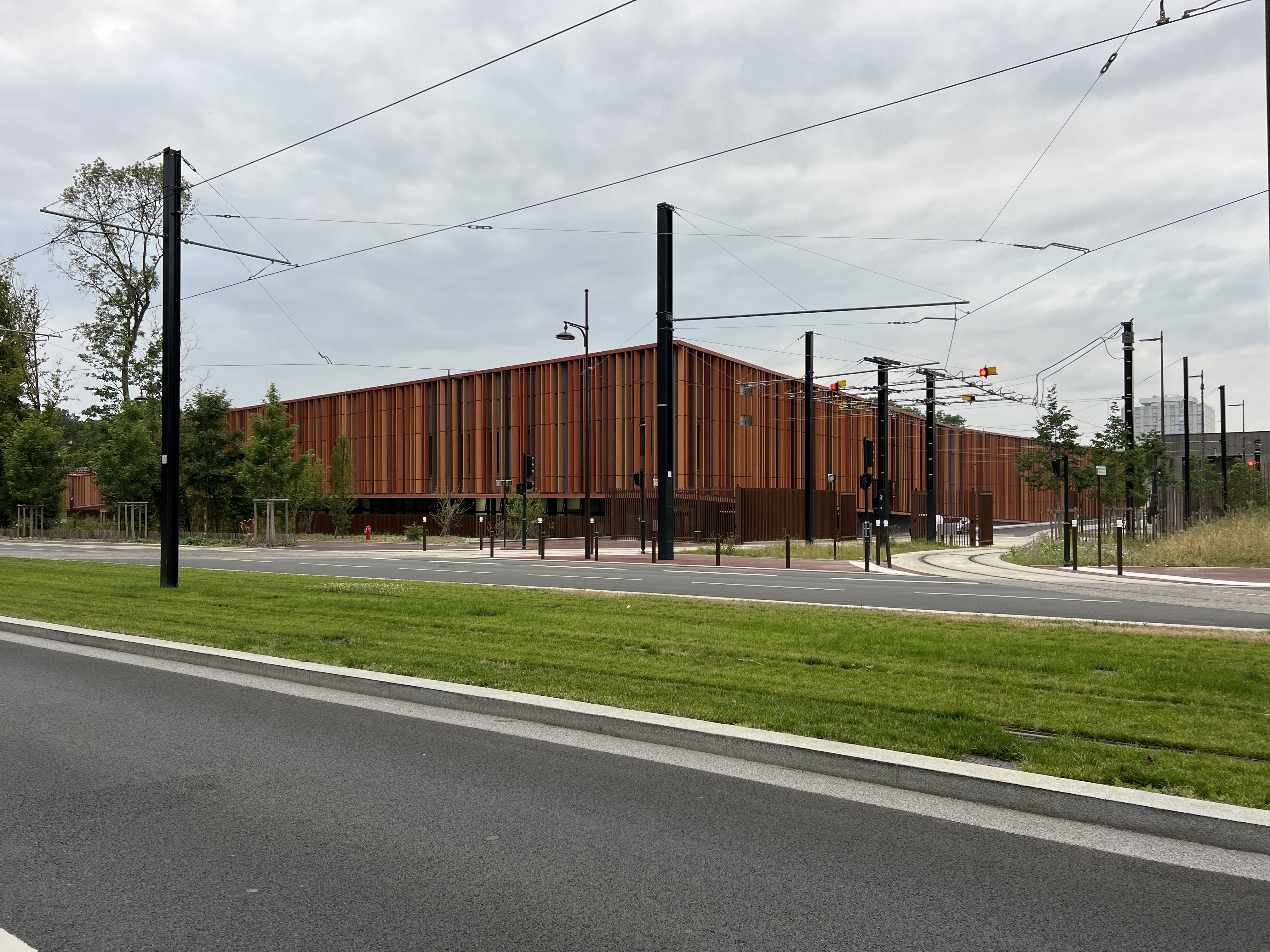
Außenansicht der Site de maintenance et de remisage de Châtenay-Malabry.

Gewartet werden die Fahrzeuge im Depot in Châtenay-Malabry, welches sich direkt an der Strecke befindet.

## Verlängerung
Zukünftig soll die Linie im Norden vom Jardin Parisien bis zum Bahnhof Clamart (Gare de Clamart) verlängert werden. Dadurch bekommt die T10 Anschluss an die Transilienlinie N sowie an die zukünftige Metrolinie 15 des Grand Paris Express.
In einer Voruntersuchung unter Öffentlichkeitsbeteiligung (concertation préable) wurden zwei Varianten vorgeschlagen und diskutiert: Eine 3,1 km lange Tunnelvariante, die vom Jardin Parisien im Tunnel direkt zum Rathaus von Clamart und dann mit einer weiteren Haltestelle beim Zentrum zum Bahnhof Clamart führt. Die oberirdische Variante ist 3,9 km lang, folgt im Wesentlichen der Straße und erreicht mit einem Schlenker über den Place du Garde das Rathaus in Clamart. Ab dem Rathaus wäre eine Führung der Straßenbahn in zwei parallelen Straßen vorgesehen. Die oberirdische Variante verfügt dabei über zwei Haltestelle mehr, neben dem Rathaus, Zentrum und Bahnhof, welche es bei beiden Varianten gäbe, auch über eine beim Place du Garde sowie bei der Rue Lazare-Carnot. Die längere Strecke der oberirdischen Variante führt mit elf Minuten zu einer längeren Fahrzeit als die der Tunnelvariante mit fünf Minuten, auch die angenommenen Kosten der oberirdischen Variante sind höher.
Mitte 2023 wurde beschlossen, die Variante mit Tunnel weiter im Detail zu untersuchen und verfolgen. Eine Inbetriebnahme ist mit Stand 2023 für frühestens 2032 vorgesehen.